# Jennifer und Michele Steffin
Jennifer Marie und Michele Ann Steffin (* 23. März 1981 in West Covina, USA), sind zwei ehemalige US-amerikanische Schauspielerinnen. Bekannt wurden sie durch ihre Rolle der Rose Wilder in der Serie Unsere kleine Farm.

## Filmografie
- 1982–1983: Unsere kleine Farm – Rose Wilder
- 1983: Unsere kleine Farm: Wo ist Rose? – Rose Wilder
- 1984: Unsere kleine Farm: Das Ende von Walnut Grove – Rose Wilder
- 1986: Fackeln im Sturm II – Hope Hazard
- 1991: Michael Landon: Memories with Laughter and Love – Rose Wilder